# Frasso Telesino
Frasso Telesino är en ort och kommun i provinsen Benevento i regionen Kampanien i Italien. Kommunen hade 2 260 invånare (2017).